# Irena Santor
Irena Wiśniewska-Santor (Phát âm tiếng Ba Lan: [iˈrɛna sanˈtɔr]; sinh ngày 9 tháng 12 năm 1934 tại Papowo Biskupie), nghệ danh là IIrena Santor, là một ca sĩ, nghệ sĩ biểu diễn âm nhạc và diễn viên người Ba Lan.

## Đĩa hát
- Rendez-vous z I. Santor (1961)
- W krainie piosenki (1963)
- Dzień dobry piosenko (1964)
- Halo Warszawo (1965)
- Piosenki stare jak świat (1966)
- Powrócisz tu (1967)
- Zapamiętaj, że to ja (1969)
- Wśród nocnej ciszy (1969)
- Dla ciebie śpiewa Irena Santor (1970)
- Moja Warszawa (1972)
- Z tobą na zawsze (1972)
- Witaj gwiazdko złota (1972)
- Jubileusz (1973)
- Irena Santor (1976)
- Baśnie Andersena w piosence (1978)
- Irena Santor[a] (1978)
- Telegram miłości (1979)
- C.D.N. (1982)
- Przeboje pana Stanisława (1982)
- Irena Santor w piosenkach Ryszarda Szeremety (1985)
- Biegnie czas (1990)
- Trzeba marzyć (1992)
- Gdy się Chrystus rodzi (1992)
- Piosenki stare jak świat (1993)
- Warszawa ja i ty (1993)
- Miło wspomnieć (1993)
- Złote przeboje (1994)
- Wiara przenosi góry (1995)
- Duety (1996)
- Tych lat nie odda nikt (1997)
- Baśnie Andersena (1997)
- Przeboje Moniuszki (1998)
- Moje Piosenki]] (1998–2001)
- Embarras. Złota Kolekcja (1999)
- Santor Cafe (2000)
- Kolory mojej Warszawy (2CD) (2002)
- Jeszcze (2002)
- Tych lat nie odda nikt. Złota Kolekcja (2004)
- Duety / Santor Cafe (2004)
- Embarras / Tych lat nie odda nikt. Złota Kolekcja 10 lat (2008)
- Urodziny Ireny Santor (2010)
- 40 piosenek Ireny Santor, CD1 (2009)
- Kręci mnie ten świat (2010)
- 40 piosenek Ireny Santor, CD2 (2011)
- Delicje z Podwieczorków przy mikrofonie, CD1 (2013)
- Delicje z Podwieczorków przy mikrofonie, CD2 (2013)
- Delicje z Podwieczorków przy mikrofonie, CD3 (2013)
- Zamyślenia (2014)
- Punkt widzenia (2014)

## Phim tiêu biểu
| Tựa đề                    | Năm  | Vai diễn        | Ghi chú                     |
| ------------------------- | ---- | --------------- | --------------------------- |
| Przygoda na Mariensztacie | 1953 |                 | Đạo điễn Leonard Buczkowski |
| Klub kawalerów            | 1962 | –               |                             |
| Gangsterzy i filantropi   | 1962 | –               |                             |
| Przygoda z piosenką       | 1968 | Susanne Blanche | Đạo diễn Stanisław Bareja   |
| M jak miłość              | 2007 |                 |                             |
| Tylko nas dwoje           | 2010 |                 |                             |

## Giải thưởng và danh hiệu
| Năm  | Sự kiện                                     | Hạng mục                           | Kết quả   | Tham khảo |
| ---- | ------------------------------------------- | ---------------------------------- | --------- | --------- |
| 1962 | Express Wieczoru                            | Ca sĩ xuất sắc nhất                | Đoạt giải | [ 1 ]     |
| 1963 | Express Wieczoru                            | Ca sĩ xuất sắc nhất                | Đoạt giải | [ 1 ]     |
| 1966 | Polish Diaspora Award                       | Ca sĩ của năm                      | Đoạt giải | [ 1 ]     |
| 1966 | Liên hoan quốc gia Ca khúc Ba Lan tại Opole | cho bài hát Powrócisz tu           | Đoạt giải | [ 1 ]     |
| 1969 | Złota Płyta                                 | cho album Piosenki stare jak świat | Đoạt giải | [ 1 ]     |
| 1970 | Złota Płyta                                 | cho album Zapamiętaj, że to ja     | Đoạt giải | [ 1 ]     |
| 1971 | Złota Płyta                                 | cho album Wśród nocnej ciszy       | Đoạt giải | [ 1 ]     |
| 1973 | Złota Płyta                                 | cho album Z tobą na zawsze         | Đoạt giải | [ 1 ]     |
| 1974 | Huy chương Thập tự bạc (Krzyż Zasługi)      |                                    | Đoạt giải | [ 1 ]     |
| 1976 | Huy chương Thập tự vàng (Krzyż Zasługi)     |                                    | Đoạt giải | [ 1 ]     |
| 1998 | Krzyż Komandorski Orderu Odrodzenia Polski  |                                    | Đoạt giải | [ 1 ]     |
| 2007 | Gold Fryderyk                               |                                    | Đoạt giải | [ 1 ]     |
| 2008 | Huân chương Nụ cười                         |                                    |           | [ 1 ]     |
| 2013 | Công dân danh dự của thành phố Warsaw       |                                    |           | [ 1 ]     |